# ملحمة جلجامش، أو هذه المكنسة الصغيرة غير القابلة للتسمية
ملحمة جلجامش، أو هذه المكنسة الصغيرة غير القابلة للتسمية (الملقب الأغاني الصغيرة لالرئيس التنفيذي لهونار لاوس) هو فيلم قصير إيقاف الحركة عام 1985 من قبل الأخوة كواي. يستند الفيلم إلى أول قرص منملحمة جلجامش. يُعرف هذا الفيلم عام 1985 بأطول عنوان من إخراج كواي بالكامل، ويُعرف عمومًا بأسم هذه المكنسة الصغيرة غير القابلة للتسمية. بدأ كبرنامج مقترح مدته ساعة كاملة، يستكشف جوانب من ملحمة جلجامش البابلية القديمة، وهي واحدة من أقدم الأعمال الأدبية الناجحة، والتي ستجمع بين الرسوم المتحركة العرائس وتسلسلات الرقص وعناصر وثائقية حية. ومع ذلك، لم تكن القناة الرابعة متأكدة من المشروع، ووافقت فقط على تمويل تسلسل قصير متحرك كطيار - وهو كل ما تم صنعه في نهاية المطاف.

## الحبكة
في الفيلم، يعتبر جلجامش بشعًا، كائن على نمط-بيكاسو يتحرك بدراجة ثلاثية ويحرس مملكته على شكل صندوق والتي تحوم فوق هاوية مظلمة. وقد تم نقش الجدران الصفراء بنص مكتوب بخط اليد وتم تقسيمها على نطاق واسع بشكل عشوائي عن طريق الثقوب المربعة التي تطرحها الخطافات الطبية أحيانًا. طاولة آلية ومصيدة - تخفي فرج نابض داخل أحد أدراجها، تقف في وسط مجال جلجامش. أعلى هذه المساحة معلقة بأسلاك شديدة التوتر، تهتز في مهب الريح، يمسكها مضرب تنس مكسور. أولاً، يُنظَر إلى جلجامش وهو يضع فخًا غريباً لإغواء الرجل البري إنكيدو لإلقاء القبض عليه (الذي يُصوّر على أنه مخلوق سبيه بالطير، مصنوع جزئياً من هياكل عظمية حيوانية حقيقية). يبدو أن إنكيدو يعيش في عالم غابات بعيد من خلال فتحة في جانب واحد من جدران المملكة العائمة. وينظر إلى جلجامش وهو يأكل زغب الهندباء خلال الساعات الأفتتاحية قبل أن ينتهي من إعداد المصيدة. بمجرد الأنتهاء، يتراجع جلجامش إلى غرفة تحت أرضية في المملكة العائمة، في أنتظار وصول إنكيدو. في وقت ما في وقت لاحق، يدخل إنكيدو ويثير أهتمامه بجدول ذو صورة تشريحية، مثل هانز رودولف جيجر / دا فينشي لعضلات المرأة (ترمز إلى شخصية شمحات). وتنشط الآلية التي تسمح لأنكيدو بالنظر إلى داخل الصورة كاشفاً عن قطعة لحم متموجة على خطاف داخل جسم المرأة. يفتح درج على الطاولة ويكشف عن الفرج النابض. يبدأ إنكيدو بتسلق الطاولة، التي تنطلق من فخ جلجامش، ويتوجه إلى الأسلاك الشديدة التوتر. يعيد جلجامش المفعم بالإثارة، ويسترد إنكيدو المتورط عن طريق قطعة قماش ذهبية عملاقة. يربط جلجامش أسيره بالخيط، ويضربه بهراوة شائكة، وينظف جناحيه قبل قطعهما بالمقص. يقوم جلجامش بتقطيع رابطة «إنكيدو» مع قطع القماش الذهبية على الأرض ، ويمنح المشاهد لقطة من غابة إنكيدو. نفس الزغب الذي كان يأكله جلجامش في وقت سابق يتسبب في فوضى في أرضية الغابة ويسمح للمشاهد بملاحظة وجود قشرة حشرية تسوس بسرعة. في النهاية، يُرى جلجامش يركب دوائر مسعورة حول إنكيدو، المحاصر الآن تحت آلية الطاولة التي تم وضع الفخ عليها.

## المواضيع
وكممثل رمزي، فإن عالم جلجامش هو واحد من الشر والخداع، الذي يربطه في نفس الوقت بالتوتر النفسي الجنسي والرنين الشخصي للأرصفة. إن الخطافات الطبية، والمقصات الصدئة، والأسلاك الشائكة شديدة التوتر، كلها تشير إلى موضوع الإخصاء، والذي لا يبرز فقط من خلال المصيدة الميكانيكية السادية التي يضعها جلجامش ولكن أيضًا بالتسلسل الذي يضع فيه بيضتين على بوابة صغيرة، ويضعهما في مكانهما يجب أن تكون خصيتيه. مثل هذه الصور الوحشية والعنف الجنسي قد تتكرر في أفلام الأخوة الأخرى، وعلى الأخص في شارع التماسيح، حيث يتم تنظيم المواد العضوية في تمثيلات الأعضاء التناسلية الذكرية ثم تخترق بدبابيس خياطة.

## الاختلافات بين اللوحة الأولى من ملحمة جلجامش و الفيلم
في القصيدة الملحمية جلجامش هو ملك الوركاء ويضطهد مواطنيه. في تأليف كواي' هو لورد على مملكة معزولة حيث هو المقيم الوحيد.
في الملحمة إنكيدو هو رجل غاب التي أنشأته الآلهة لصرف جلجامش عن أنشطته المشكوك فيها. إنكيدو يرصد ويقتلع الفخاخ، مما يدمر تجار الفخاخ. ثم يتم إغراء إنكيدو بواسطة شمحات، عاهرة المعبد، الخطوة الأولى في تحضره. تظهر نسخة الأخوة أن إنكيدو يغوي شمحات أولاً، مما يؤدي به إلى فخ وضعه جلجامش من أجله.

## التأثير
كان للفيلم العديد من الإلهام بجانب أسطورة جلجامش. إن العنف الذي يسود الفيلم هو تكريم للكاتب النمساوي كونراد باير، وكان التصميم الجسدي لجلجامش يقوم على عمل فني من قبل هاينريش أنتون مولر، وهو واحد من ثلاثة فنانين كان المقصود من الرواية في الأصل أن تكرس أفلامهم.
«هونار لاوس» هو تمثيل ساخر للونار هاوس في لندن، المقر الرئيسي لوكالة الحدود البريطانية، والتي تطالب بوضع تأشيرة كواي تحت التساؤل في الوقت الذي كانوا يصنعون فيه الفيلم. على الرغم من أن هذا كان مزعجًا في ذلك الوقت، إلا أن التجربة ساهمت في خلق جو من جنون الأضطهاد يشبع الفيلم.

## روابط خارجية
- ملحمة جلجامش، أو هذه المكنسة الصغيرة غير القابلة للتسمية على موقع IMDb (الإنجليزية)
- ملحمة جلجامش، أو هذه المكنسة الصغيرة غير القابلة للتسمية على موقع أول موفي (الإنجليزية)
- ملحمة جلجامش، أو هذه المكنسة الصغيرة غير القابلة للتسمية على موقع فيلمافينيتي (الإسبانية)
- ملحمة جلجامش، أو هذه المكنسة الصغيرة غير القابلة للتسمية على موقع قاعدة بيانات الفيلم (الإنجليزية)
- ملحمة جلجامش، أو هذه المكنسة الصغيرة غير القابلة للتسمية على موقع ليتربوكسد (الإنجليزية)
- ملحمة جلجامش، أو هذه المكنسة الصغيرة غير القابلة للتسمية على موقع كينوبويسك (الروسية)